# اسکفلینگ
اسکفلینگ (به انگلیسی: Skeffling) یک روستا و محله مدنی در بریتانیا است که در East Riding of Yorkshire واقع شده‌است. اسکفلینگ ۱۴۹ نفر جمعیت دارد.